# École universitaire de management de Clermont-Ferrand
Pour les articles homonymes, voir EUM.
L'Institut d'Administration des Entreprises Clermont Auvergne (EUM) est une école de l'université Clermont Auvergne spécialisée dans le management faisant partie du réseau des IAE.

## Historique
L'EUM est une école universitaire issue d'une réorganisation de l'Université d'Auvergne depuis la rentrée 2012. L'école est issue de la fusion de l'IAE de la Faculté d'économie et de l'IUP "Management et Gestion des Entreprises" de l'Université d'Auvergne. 
L'EUM a obtenu la certification Qualicert "Activité de formation et de recherche dans le domaine des sciences de gestion et du management - RE/IAE". L'école était auparavant installée sur le site de la Rotonde (avenue Léon Blum).
L'école appartient au Réseau national des IAE. Depuis novembre 2015, l'EUM est installée sur le site de l'ancienne faculté d'Odontologie, 11 Boulevard Charles de Gaulle, en plein cœur de Clermont-Ferrand, à proximité de la place de Jaude. Depuis la fusion des universités clermontoises en janvier 2017, elle fait partie de l'Université Clermont Auvergne (UCA). 